# Ivesia
Ivesia é um género botânico pertencente à família Rosaceae. São ervas nativas do oeste da América do Norte, especialmente no oeste dos Estados Unidos.